# Шляси-Лозіно
Шляси-Лозіно (пол. Szlasy-Łozino) — село в Польщі, у гміні Плоняви-Брамура Маковського повіту Мазовецького воєводства.
Населення — 156 осіб (2011).
У 1975-1998 роках село належало до Остроленцького воєводства.

## Демографія
Демографічна структура станом на 31 березня 2011 року:
|          | Загалом | Допрацездатний вік | Працездатний вік | Постпрацездатний вік |
| -------- | ------- | ------------------ | ---------------- | -------------------- |
| Чоловіки | 74      | 17                 | 46               | 11                   |
| Жінки    | 82      | 24                 | 41               | 17                   |
| Разом    | 156     | 41                 | 87               | 28                   |